# Tănase Mureșanu
Tănase Mureșanu (ur. 22 maja 1940 w Bukareszcie, zm. 6 marca 2007 w Perișani) – rumuński szermierz, dwukrotny medalista mistrzostw świata.
Podczas mistrzostw świata w Montrealu w 1967 roku Rumuni w składzie: Ion Drîmbă, Mihai Țiu, Tănase Mureșanu, Iuliu Falb i Ștefan Ardeleanu zdobyli złoty medal w zawodach drużynowych. W tej samej konkurencji zdobył brązowy medal na mistrzostwach świata w Ankarze (1970).
Na igrzyskach olimpijskich w Rzymie w 1960 roku w turnieju indywidualnym florecistów dotarł do ćwierćfinałów, a drużynowo zajął dziewiąte miejsce. Na rozgrywanych cztery lata później igrzyskach olimpijskich w Tokio indywidualnie odpadł w ćwierćfinałach. Drużynowo był szósty. Startował także w szabli, indywidualnie docierając do półfinałów, a drużynowo zajmując siódme miejsce. Następnie wystąpił na igrzyskach olimpijskich w Meksyku w 1968 roku, gdzie we florecie indywidualnym odpadł w rundzie eliminacyjnej, a drużynowo był czwarty. Wystartował także w szpadzie indywidualnej, w której odpadł w pierwszej rundzie. Brał ponadto udział w igrzyskach olimpijskich w Monachium w 1972 roku, drużynowo zajmując siódme miejsce, a indywidualnie docierając do drugiej rundy.